# Museu Nacional do Iraque
O Museu Nacional do Iraque (em árabe: المتحف العراقي) é um museu localizado em Bagdá, no Iraque. Também conhecido apenas como Museu do Iraque, contém preciosas relíquias da civilização da Mesopotâmia. O museu foi fundado em 1926, sob o nome de "Museu de Antiguidades de Bagdá", e mudou para o nome atual, em 1966, quando foi transferido para outra construção.
No ano de 2003, o museu sofreu um saqueamento, depois do exército de George W. Bush ter dominado a capital do país, Bagdá, de mais de cinquenta mil itens. Certos objeto tinham origens milenares, com aproximadamente cinco mil anos de existência.

## Fundação
Depois da Primeira Guerra Mundial, arqueólogos da Europa e dos Estados Unidos deram início à inúmeras escavações pelo território do Iraque. Em um esforço para impedir que os artefatos encontrados saíssem do país, a britânica Gertrude Bell, começou a colecionar os objetos e alocá-los no prédio do governo iraquiano, em Bagdá, no ano de 1922. Em 1926, o governo iraquiano moveu a coleção para um novo edifício e criou o Museu de Antiguidades de Bagdá, com Bell como diretora. No final do ano, a morte de Gertrude fez com que Sidney Smith fosse designado como o novo diretor.
Em 1966, a coleção foi realocada mais uma vez, desta vez para um prédio com 45.000 metros quadrados, em Bagdá, no bairro Al-Ṣāliḥiyyah, do distrito Al-Karkh. Com esta mudança de local, o museu mudou também seu nome, para Museu Nacional do Iraque.

## Coleções
Graças à riqueza arqueológica da Mesopotâmia, a coleção de obras do museu é considerada uma das mais ricas e importantes do mundo. A conexão britânica com o museu - e com o Iraque - resultou na exibição bilingue - em Inglês e Árabe - de todas as exposições. A coleção possui artefatos importantes dos mais de 5.000 anos de história da Mesopotâmia, organizados em 28 galerias.
A coleção do Museu Nacional do Iraque inclui obras de arte e artefatos dos povos Sumérios, Babilônicos e Assírios. O museu conta também com galerias dedicadas à coleções com a história pré-islâmica e islâmica. Das muitas obras, a coleção de ouro de Nimrud - com jóias e pedras preciosas que datam o século 9 antes de cristo.